# Edward Mounier Boxer
Edward Mounier Boxer (únor 1822, Dover – 2. ledna 1898, Wight) byl anglický vynálezce. Byl voják a mimo jiné pracoval na konstrukci nábojů. Je konstruktérem jednoho z typů dodnes používané zápalky pro náboje používané do ručních palných zbraní. 
V průběhu své kariéry se Edward Mounier Boxer řídil práci v Royal Arsenal. Royal Arsenal leží na jižním břehu řeky Temže v jihovýchodním Londýně a byl tam prováděn zbrojní výzkum a výroba pro britské ozbrojené síly. V roce 1866 získal Edward Mounier Boxer patent na zdokonalenou zápalku náboje. V roce 1869 získal tento patent i ve Spojených státech. V současné době je to jeden ze dvou základních druhů zápalek pro střelivo ručních palných zbraní.

## Zápalka plukovníka Boxera

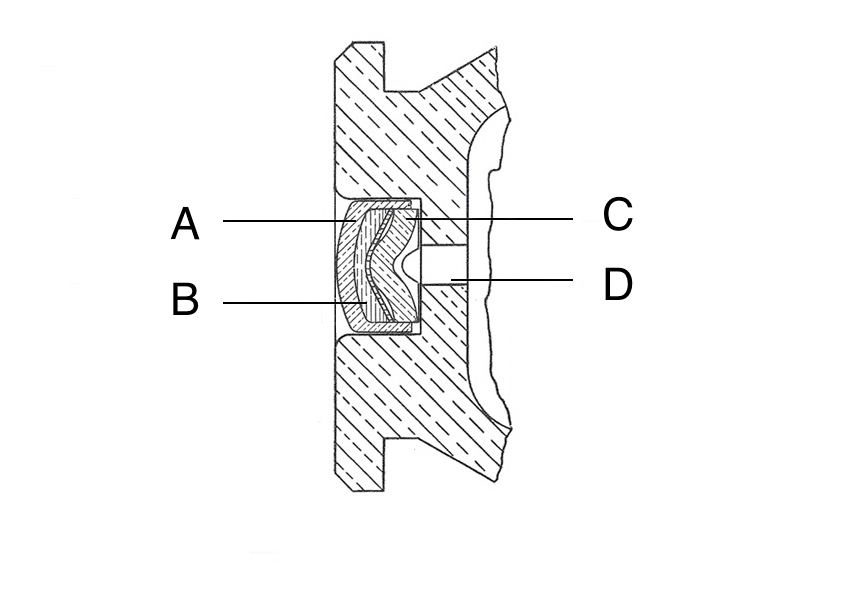
Současná zápalka typu Boxer v nábojnici. A: tělo zápalky B: Zápalková slož C: Kovadlinka D: Otvor kterým je zažehnuta výmetná náplň

Plukovník Boxer zkonstruoval pro svůj náboj určený pro revolvery důstojníků anglické koloniální armádu novou zápalku. Tato zápalka obsahuje na rozdíl od konkurenční bernardovy zápalky i kovadlinku, která je její součástí.

### Výhody Boxerovy zápalky
- kovadlinka je při přebíjení náboje vždy vyměněna
- díky centrálně umístěnému otvoru pro zapálení výmetné náplně lze při přebíjení zápalku z nábojnice odstraňovat a nahrazovat relativně jednoduše.[2] Přestože původní Boxerova zápalka byla ještě měněna a zdokonalována, používá pro tento typ zápalky název Boxerova zápalka.[1]